# Източноафриканска рифтова система (езера)
Движението на земната кора в Източна Африка е формирало Великия африкански разлом, създавайки планини, вулкани и множество езера. По-голямата част от източноафриканските рифтови езера се намират в поредицата от огромни пукнатини, образуващи Голямата източноафриканска рифтова система, която се простира по протежение на Африка от север на юг, от Етиопия до Мозамбик. Водите от околните територии са се излели в земните понижения, създавайки система от големи и малки езера. Много от тях са с незначителна площ и понякога пресъхват, но тук се намират и езера с внушителни размери като най-голямото африканско езеро Виктория, което е второто по големина сладководно езеро в света и Танганика – второ по дълбочина в света. Водите в някои от тях са силно алкални и там оцеляват само ограничен брой устойчиви организми. Но Източноафриканският разлом е създал и езерата, приютили и голям брой екзотични птици и животни и подхранващи богати и разнообразни флора и фауна.

## Формиране
Източноафриканската рифтова система е формирана през терциера, преди около 30 милиона години когато Арабският полуостров се отделя от Африка. Територията, която системата заема е място, където тектоничните сили се опитват да създадат нови плочи, разделяйки старите. Започва от долината Бекаа в Ливан и достига до Централен Мозамбик в Източна Африка. Намира се на границата между две литосферни плочи – Африканската и Арабската, които се раздалечават една от друга. Те плават върху разтопената вътрешна астеносфера, горната част на земната мантия, и носят гранитните основи на континентите. Обикновено земната кора е с дебелина около 100 км, но тук, в зоната на разлома тя е силно изтъняла и достига едва 20 км. Част от водите в онова далечно време са се изляли в така създадените пукнатини като са образували система от рифтови езера. Те включват някои от най-старите, най-големи и най-дълбоки езера в света, като много от тях представляват сладководни екорегиони с голямо биологично разнообразие, а други са алкални и осигуряват среда за живот на различен тип характерни организми. Претърпели са сериозни промени в своето развитие заедно с тектоничните и климатични промени на района. По време на горния плейстоцен езерата Найваша, Елментейта и Накуру са били свързани, Баринго и Туркана също са били част от едно езеро. Това се отнася и за езерата Магади и Натрон. Постепенно поради по-сухия климат, част от водите на тези езера са се изпарили и те са се обособили като самостоятелни. В миналото един от вулканите в източната част на Демократична република Конго, на границата с Руанда и Уганда, е разкъсал обширна зона от долината, където са се изляли част от водите на река Нил по оново време и са образували сегашното езеро Киву.

## Описание
В Африка разломът е оформил четири групи езера, в зависимост от географското им местоположение – Етиопски, Западни, Източни и Южни.
В северната част на долината езерата са разположени между високите планини по двата клона на разлома в Етиопия. По-голямата част от тях са плитки, безооточни и повечето са алкални. Много от тях са богати на риба и имат голямо значение за Етиопия и нейната икономика. Това са, от север на юг, езерата Кока, Зивай, Лангано, Абията, Шала, Аваса, Абая и Чамо.
На юг от Етиопия разломът се разделя на два добре обособени клона – Източен и Западен. В източната част са разположени кенийските и танзанийските езера, а по-голямата част от Централноафриканските езера се намират в западната му част. Само две от източните езера са сладководни – Найваша и Баринго. Кенийската част е дом на 7 по-големи езера, пет от които са алкални и бреговете им са покрити с кристализирали соли. Най-висшите обитатели в тях са ракообразните, но те изхранват внушителни количества фламинго, което е представено тук от с трите си вида – розово, бяло и малко. От север на юг тук са последователно подредени езерата Туркана (Рудолф), Логипи, Баринго, Богория, Накуру, Елментейта, Найваша и Магади. Серията езера продължава на юг в Танзания с Натрон, Маняра и Еяси.
Западният клон пресича териториите на държавите Уганда, Руанда, Бурунди, източните части на ДР Конго и се слива с Източния в Малави и Мозамбик. Големите езера от север на юг, попадащи в този клон са Алберт (Мобуту Сесе Секо), Кьога, Джордж, Едуард, Киву, Танганика и Руква.
Между двата рифтови ръкава е разположена платовидна област, в недълбока падина на която се е разпростряло най-голямото африканско езеро Виктория. То не е типично разломно езеро тъй като не се намира на никой от ясно изразените клонове, а в рифтовата долина. Езерото е сравнително плитко (средна дълбочина 40 м.) и е много богато на острови – около 3000. От него води началото си река Бели Нил, която се счита за начало на великата река Нил.
На юг двата клона на рифта се сливат и продължават през Малави и Мозамбик. Най-голямото и интересно езеро в тази част е Малави. На юг след него следват по-малките Маломбе, Чиута и Чилва.

## Захранване и отток
Африка е сух континент с най-малко реки на единица площ в света. Не всички езера могат да бъдат захранвани от течащи речни потоци. Някои от тях получават водите си от реки или къси притоци, спускащи се по склоновете на околните планини. Например езерото Виктория събира водите си чрез многобройни притоци от водосборен басейн с размери 184000 км2. Танганика се захранва от реките Рузизи, Малагараси, Каламбо и още 31 буйни :потока, стичащи се от околните склонове. Нивото на други езера се поддържа от подземните води. Такива са Елментейта, Магади и др. Изследванията на водния баланс и анализа на природните изотопи за езерата в Кения доказват, че подземните потоци от езерото Найваша преминават последователно в езерата Магади, Елементейта, Накуру и Богория.
Много от езерата са с непостоянен воден дебит поради климатичните условия в тези зони. Сезонните колебания на нивата им се изразяват в това, че през дъждовния сезон стават пълноводни, а през сухия водите силно намаляват. Част от езерата като Еяси и Маняра в Танзания дори напълно пресъхват. Притоците на тези езера също менят нивата си, което рефлектира и върху пълноводието на езерата, които захранват. Голяма част от африканските рифтови езера нямат постоянни размери – площ, дълбочина и дължина на бреговата линия. Затова данните за тях в приложената таблица са условни – цитирани са показателите им през дъждовния сезон.
Характерни за зоната са горещите извори, тъй като много от езерата са разположени до вулканични конуси. Те се изливат около и под нивото на водата в някои от езерата, като повишават температурата в тях и увеличават алкалността им. Част от езерата се захранват с подземни потоци, изтичащи под калдерата на вулканите.
Някои от езерата са свързани помежду си посредством реки, образувайки единна водна система. Например Лангано се оттича чрез река Хора Кола към езерото Абията. Езерото Зивай също се оттича към Абията, но чрез река Булбула, Едуард чрез река Семлики изтича към ез. Алберт. Езерото Джордж в Уганда е свързано с канала Казинга с ез. Едуард на границата между Уганда и ДР Конго.

## Малки езера и блата
По високите планини има множество малки ледникови езера – на планините Кения, Елгон, по височините Черангани и на много други места. В северната част на Кения, на 15 км южно от Туркана в долината Сугута се намира езерото Лонгипи. На изток и югоизток от ез. Магади са разположени езерата Квения и Кабонго. Квения е с дължина 4 км и ширина 2 км. Кабонго се захранва от подземни извори. В централната част на рифтовата долина се намира езерото Илполосат, дълго 5 км и широко няколкостотин метра, а до източния му бряг се простира обширно блато с дължина около 10 км. На юг, почти разполовени от границата между Кения и Танзания, се намират други две малки езера – Чала и Jipe. Чала е на 20 км източно от Килиманджаро и обхваща площ от 6 км2. Jipe е малко по на изток и е придружено от поредица мочурливи терени, разпростряли се в продължение на 30 км. по държавната граница. Границата между Руанда и Бурунди минава през езерото Чохоха и т.н.
Рифтовата долина е богата на блата, мочурливи терени и заблатени местности. В кратера на Гахинга е разположено голямо торфено блато с надморска височина 3434 м. Друго блато със силно нарязани брегове, обрасли с папирус, се намира на склона на спящия вулкански връх Карисимби. Доста езера са разположени и в кратерите на угаснали вулкани – Бизоле, Мухавура, Нгоронгоро и др.

## Изучаване на езерата
Езерата от Рифтовата зона са добре изучени, особено най-големите от тях – Виктория, Танганика, Малави. Много подробно са изучени и аномалиите на езерото Найваша в Кения. Произходът и изучаването на сладководните басейни в Рифтовата долина на етиопска територия са получили по-малко внимание от страна на учените, отколкото някои от по-големите езера на юг. Въпреки факта, че те са критични за оцеляването на местните общности, до неотдавна не е имало интензивни лимнологични проучвания на тези езера. Сега етиопските рифтови езера могат да послужат като естествена лаборатория за сравнителни лимнологични изследвания поради техните уникални химически, физически и екологични характеристики. Те се оказват и много чувствителен показател за миналото и последните изменения на климата в тази област на Източна Африка.

## Проблеми
Езерата са важен ресурс за народите на Африка като източници на вода и храна. В същото време те обаче са и източници на някои тропически болести като маларията, както и на някои паразитни заболявания. В езерото Виктория е направен опит за въвеждане на нетипични за тези райони видове растения и риби като нилския костур, които са предизвикали унищожаването на над 200 вида от местните цихлиди. Това служи като предупреждение за предотвратяване на такова въвеждане и в другите езера в бъдеще. Основна заплаха за живота във и около езерата са утайките, предизвикани от обезлесяването, замърсяването на водите в близост до градските райони, както и прекомерния риболов. Голямата заселеност около някои от тях, развитието на селското стопанство и промишлеността водят до натрупване на отрови и органично замърсяване, които изчерпват кислорода в езерата. Така някои от тях са напът да се превърнат в мъртви езера, все по-трудно поддържащи биологичното си разнообразие. Очевидна е необходимостта те да бъдат разумно и ефективно управлявани. Стимулиращи за развитието през последните години са споразуменията за сътрудничество между страните, граничещи с по-големите езера, за управление на водните ресурси и опазване биологичното разнообразие на езера. Правителствата на околните страни разработват програми за опазване на екосистемата на езерата съвместно с UNESCO, UNEP, IUCN, WWF, FAO, IWRB, ICBP и получават сериозна помощ от тези организации. През 1992 г. 15 африкански държави са подписали Рамсарската конвенция за опазване на влажните зони с международно значение и местообитанията на водолюбивите птици. През 2006 г. броят им нараства на 43, като в това число са включени почти всички държави от рифтовата система.

## Данни за най-големите езера в Източноафриканската рифтова система
| Име                              | на латински   | държава                             | площ (км2) | Максимална дълбочина (м) | Средна дълбочина (м) | надморско ниво (м) | дължина на бреговата линия (км) | водосборен район (км2) | главни притоци                                          | основен отток    |
| -------------------------------- | ------------- | ----------------------------------- | ---------- | ------------------------ | -------------------- | ------------------ | ------------------------------- | ---------------------- | ------------------------------------------------------- | ---------------- |
| Виктория                         | Victoria      | Кения, Танзания, Уганда             | 68800      | 84                       | 40                   | 1134               | 3440                            | 184 000                | Сио, Нзоя, Яла, Няндо, Сонду Мирю, Гуча Мигори, Кагера  | Бели Нил, Кагера |
| Танганика                        | Tanganyika    | ДР Конго, Танзания, Бурунди, Замбия | 32000      | 1471                     | 572                  | 773                | 1900                            | 264 000                | Рузизи, Малагараси, Каламбо                             | Лукуга           |
| Малави (Няса)                    | Malawi        | Малави, Мозамбик, Танзания          | 29600      | 706                      | 292                  | 500                | 245                             | 6593                   | 14 реки, най-голяма – Рухуху                            | Шире             |
| Туркана (Рудолф)                 | Turkana       | Кения, Етиопия                      | 6750       | 109                      | 30,2                 | 360                |                                 | 130 860                | Омо                                                     | безотточно       |
| Руква                            | Rukwa         | Танзания                            | 5760       | 15                       | 3                    | 800                |                                 | 81 000                 | Лупа, Чамбуа, Сонгуе, Рунгва, Момба                     | безотточно       |
| Алберт (Мобуту Сесе Секо)        | Albert        | ДР Конго, Уганда                    | 5300       | 58                       | 25                   | 615                |                                 | 5374                   | Виктория-Нил                                            | Алберт-Нил       |
| Мверу                            | Mweru         | ДР Конго, Замбия                    | 4350       | 37                       | 7                    | 992                | 340                             |                        | Луапула, Калунгвиши                                     | Лувуа            |
| Едуард (Едуард Нянза, Рутанзиге) | Edward        | ДР Конго, Уганда                    | 2325       | 111                      | 17                   | 912                |                                 | 12 096                 | Нямугазани, Ишаша, Ручуру, Руинди                       | Семлики          |
| Киву                             | Kivu          | ДР Конго, Руанда                    | 2220       | 480                      | 240                  | 1460               |                                 |                        | Над 30 реки                                             | Рузизи           |
| Чилва (Шилва)                    | Chilwa        | Малави, Мозамбик                    | 1750       | 2,7                      | 1                    | 622                | 200                             | 7500                   | потоци                                                  | безотточно       |
| Кьога                            | Kyoga         | Уганда                              | 1720       | 5,7                      |                      | 914                |                                 | 75 000                 | Виктория-Нил                                            | Виктория-Нил     |
| Мверу Вантипа                    | Mweru Wantipa | Замбия                              | 1500       | 5                        | 2                    | 932                |                                 |                        | Къси рекички от околните височини                       | безотточно       |
| Абая (Маргерита)                 | Abaya         | Етиопия                             | 1160       | 13                       | 7                    | 1285               | 225                             | 10 000                 | 5 реки, най-голамата – Bilate                           | безотточно       |
| Еяси                             | Eyasi         | Танзания                            | 1050       | 10                       | 1                    | 1040               |                                 |                        | Сибити, Барай                                           | безотточно       |
| Натрон                           | Natron        | Танзания, Кения                     | 850        | 2                        | 0,5                  | 610                |                                 | 1540                   | Евасо Нгиро                                             | безотточно       |
| Чамо                             | Chamo         | Етиопия                             | 551        | 13                       |                      | 1235               | 118                             | 10 000                 | Уало, Кулфо                                             | безотточно       |
| Зивай                            | Ziway         | Етиопия                             | 485        | 9                        | 2,5                  | 1632               | 102                             | 7025                   | Меки, Катар                                             | Булбула          |
| Маломбе                          | Malombe       | Малави                              | 450        | 4                        | 2                    | 470                |                                 |                        | Шире                                                    | Шире             |
| Шала                             | Shala         | Етиопия                             | 329        | 266                      | 87                   | 1558               |                                 |                        | Гида                                                    | безотточно       |
| Кока (Gelila)                    | Koka          | Етиопия                             | 250        | 13                       | 9,14                 | 1590               |                                 | 10 000                 | Аваш                                                    | язовир           |
| Джордж                           | George        | Уганда                              | 250        | 4,5                      | 2,4                  | 914                |                                 | 9705                   | Рувензори                                               | каналът Казинга  |
| Лангано                          | Langano       | Етиопия                             | 240        | 46                       | 20                   | 1582               |                                 | 1600                   | потоци                                                  | Хора Кола        |
| Маняра                           | Manyara       | Танзания                            | 230        | 3,7                      |                      | 600                |                                 |                        | Симба, Макаюни(20)                                      | безотточно       |
| Абията                           | Abijatta      | Етиопия                             | 176        | 13                       | 7,6                  | 1573               | 205                             | 200                    | Булбула, Хора Кола, Гогеза                              | безотточно       |
| Найваша                          | Naivasha      | Кения                               | 140        | 11,5                     | 5                    | 1890               | 68                              | 2378                   | Малеуа, Гилгил                                          | безотточно       |
| Баринго                          | Baringo       | Кения                               | 130        | 7                        | 7                    | 976                |                                 |                        | Моло, Перкера, Ол Арабел                                | безотточно       |
| Аваса                            | Awasa         | Етиопия                             | 129        | 22                       | 11                   | 1708               | 52                              | 1300                   | Tikur Wuha                                              | безотточно       |
| Магади                           | Magadi        | Кения                               | 100        |                          |                      | 579                |                                 |                        | потоци                                                  | безотточно       |
| Накуру                           | Nakuru        | Кения                               | 40         | 2,8                      | 2,3                  | 1759               | 27                              | 1760                   | Ндерит, Ньоро                                           | безотточно       |
| Богория                          | Bogoria       | Кения                               | 34         | 10                       | 5,4                  | 960                |                                 | 700                    | Сандай, Емсос                                           | безотточно       |
| Бабати                           | Babati        | Танзания                            | 20         | 5,6                      |                      | 1500               |                                 |                        | Рирода, Бонга                                           | Мрара            |
| Елментейта                       | Elmenteita    | Кения                               | 20         | 1,2                      | 0,9                  | 1776               |                                 | 590                    | потоци                                                  | безотточно       |
| Логипи                           | Logipi        | Кения                               | 18         |                          | 3 – 5                |                    |                                 |                        |                                                         | безотточно       |
| Камнарок                         | Kamnarok      | Кения                               | 1          |                          |                      | 1064               |                                 |                        | Ketipborok, Cheplogoi, Oiwo, Chelabei, Kessup и Lelabei | безотточно       |